# 茹拉夫內 (蘇梅州)
50°14′44″N 34°45′40″E / 50.24556°N 34.76111°E
茹拉夫內（羅馬化：Zhuravne）是位於烏克蘭東北部的村莊，由蘇梅州奧赫特爾卡區的切爾內奇納市鎮負責管轄。該村處於沃爾斯克拉河畔，分別距離雷博滕3公里和波佩利夫希納1公里，海拔高度113米。